# Rudolf Deyl mladší
Rudolf Deyl (6. července 1912 Praha – 21. listopadu 1967 Praha) byl český herec. Jeho otec Rudolf Deyl starší (1876–1972) byl také známý český herec, jeho matka Otilie, rozená Spurná (* 1878) byla také herečka. Herečkou byla i jeho sestra Eva Deylová – Skálová.

## Život
Ve svém životě prošel řadou českých divadelních scén (kromě Prahy působil také v Brně a Ostravě), v době své smrti byl členem Městských divadel pražských, kde byl v angažmá od roku 1959.
Byl i poměrně oblíbeným filmovým, televizním, rozhlasovým a dabingovým hercem. Hrál například v legendárním sci-fi filmu Ikarie XB 1, i v dalším Zemanově vědecko-fantastickém filmu pro děti Ukradená vzducholoď, ve filmu Dědeček, Kylián a já atd. Snad vůbec nejznámější je jeho role jako padouch Doug Badman, ve slavném filmu Limonádový Joe aneb koňská opera.

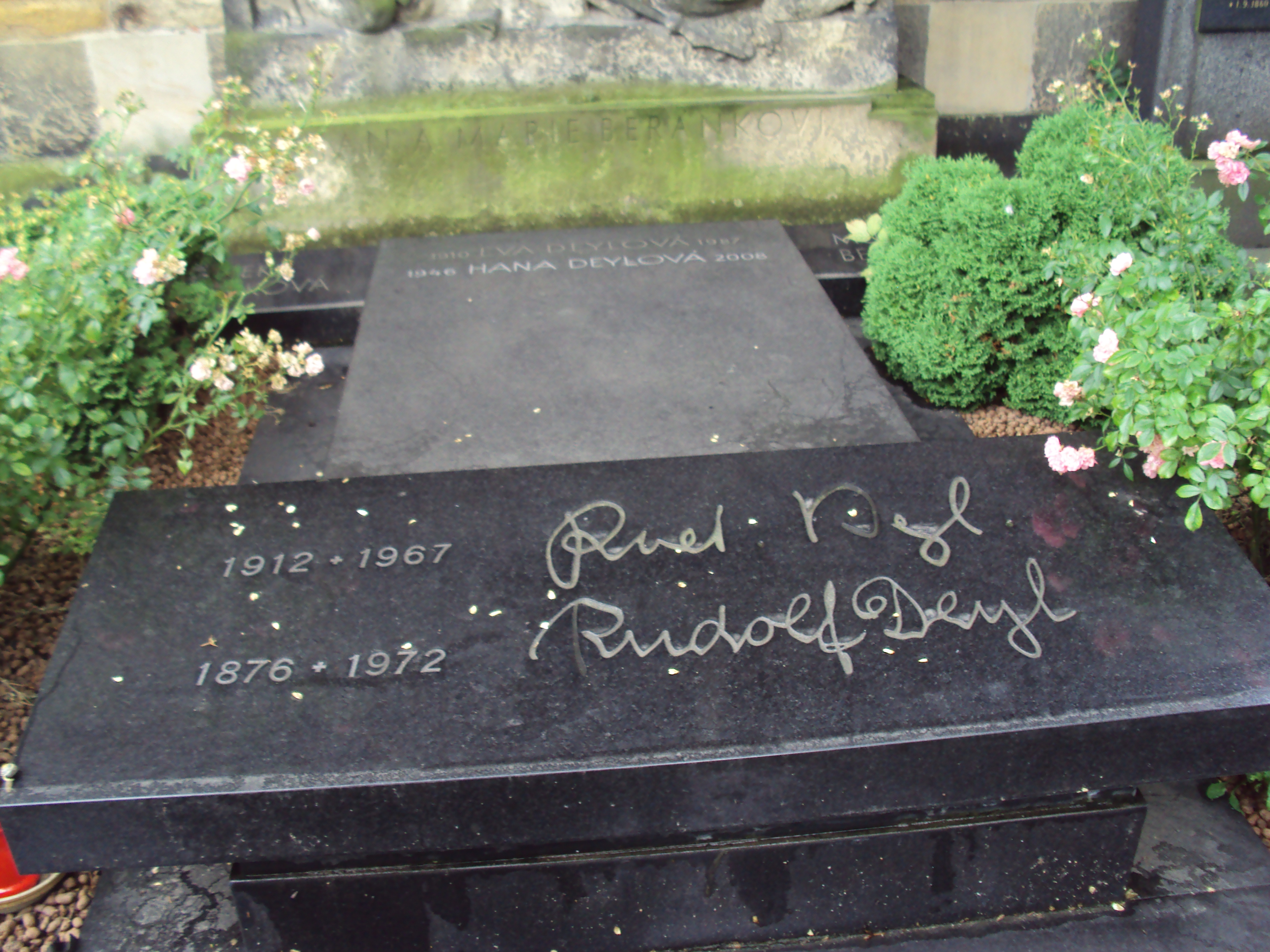
Hrob Deylů na Vyšehradském hřbitově

Nezapomenutelným se stal i jeho charakteristický hlas, který také propůjčoval jiným filmovým postavám, do paměti dětí se v 60. letech 20. století zapsal jakožto nezaměnitelný hlas dvou medvídků v animovaném seriálu Pojďte pane, budeme si hrát režiséra Břetislava Pojara – tento seriál už v důsledku úmrtí nedokončil. V roce 1962 mu byl udělen titul zasloužilý umělec.

## Televize
- 1965 Zločin na poště (TV inscenace povídky) – role: starý pošťák
- 1966 Sedm koní a vavříny (TV film) – role: návštěvník dostihů syn